# حول الكرة والأسطوانة
حول الكرة والأسطوانة (باليونانية: Περὶ σφαίρας καὶ κυλίνδρου)‏ كتاب في مجلدين ألفه أرخميدس حوالي 225 قبل الميلاد. وضح فيه بشكل خاص كيفية حساب مساحة سطح الكرة وحجم الكرة المضمنة داخلها ونفس الشيء للأسطوانة، ويعتبر أول من قام بذلك.

## محتويات

حجم الكرة بالنسبة لحجم الأسطوانة هو 2 إلى 3

الصيغ الرئيسية المشتقة في الكتاب هي: مساحة سطح الكرة، وحجم الكرة المضمنة بداخل الكرة، ومساحة سطح وحجم الأسطوانة.
بفرض أن {\displaystyle r} هو نصف قطر الكرة والأسطوانة، و{\displaystyle h} ارتفاع الأسطوانة، وبفرض أن الأسطوانة قائمة - الجانب متعامد مع كلا من قاعدتي الاسطوانة. بين أرخميدس في كتابه أن مساحة سطح الأسطوانة تساوي:
{\displaystyle A_{C}=2\pi r^{2}+2\pi rh=2\pi r(r+h).\,}
وأن حجمها يساوي:
{\displaystyle V_{C}=\pi r^{2}h.\,}
وللكرة، أوضح أن مساحة سطحها أربعة أضعاف مساحة دائرتها العظمى. بالمصطلحات الحديثة، هذا يعني أن مساحة السطح تساوي:
{\displaystyle A_{S}=4\pi r^{2}.\,}
لحجم الكرة المضمنة، أظهر أنها تمثل ثلثي حجم الأسطوانة المحاطة، مما يعني أن الحجم هو:
{\displaystyle V_{S}={\frac {4}{3}}\pi r^{3}.}
عندما تكون الأسطوانة المحيطة بالكرة ضيقة ولها الارتفاع {\displaystyle h=2r}، مما يعني أن الأسطوانة والكرة متلامستان من الأعلى والأسفل، بين أرخميدس أن حجم ومساحة سطح الكرة تساوي ثلثي مساحة الأسطوانة. هذا يعني أن مساحة الكرة تساوي مساحة الأسطوانة مطروحًا منها القاعدتين. كان أرخميدس فخورًا جدا بهذه النتيجة، لدرجة أنه طلب نقش على قبره رسم لكرة داخل أسطوانة. فيما بعد، اكتشف الفيلسوف الروماني ماركوس توليوس شيشرون القبر، مُغَطًى بالنباتات الكثيفة.
كانت حجة أرخميدس لبرهان صيغة حجم الكرة مُضمنة لحد ما في هندستها، والعديد من الكتب المدرسية الحديثة تستخدم نسخة مبسطة تعتمد على مفهوم الحد، والذي لم يكن معروفًا في زمن أرخميدس. استخدم أرخميدس نصف مضلع half-polygon داخل نصف دائرة، ثم قام بتدوير كلاهما لإنشاء كتلة جذوع داخل كرة، ثم حدد حجمها.
يبدو أن هذه لم تكن الطريقة التي توصل بها أرخميدس لهذه النتيجة، ولكنها كانت أفضل طريقة رسمية طبقًا للمعرفة الرياضية اليونانية وقتها. وربما استخدم الرافعات بطريقة بارعة في طريقته الأصلية. ففي طرسية أرخميدس المسروقة من الكنيسة الأرثوذكسية اليونانية في أوائل القرن العشرين، والذي ظهرت مرة أخرى في مزاد عام 1998، احتوت على العديد من أعمال أرخميدس، بما فيها منهج النظريات الميكانيكية، وفيها طريقة لتحديد الأحجام باستخدام موازين ومراكز الثِقَل. وشرائح متناهية الصغر.

## أنظر أيضا
- خاصية أرخميدس